# Democràcia soviètica
Per a les repúbliques soviètiques que formaven la Unió Soviètica, veure Repúbliques de la Unió Soviètica.
La democràcia soviètica, també anomenada democràcia de consells és una forma de democràcia en la qual els consells de treballadors, els soviets (consell en rus), formats per delegats elegits pels treballadors, formen òrgans de poder en els que tenen tant el poder legislatiu com l'executiu. Els soviets començaren a escala local, fins a arribar a una assemblea de tipus parlamentari. D'acord amb Lenin i a altres ideòlegs soviètics, els soviets representaven la voluntat democràtica de la classe treballadora i formaven el cos de la dictadura del proletariat.
Els crítics del mandat de Lenin i de la democràcia soviètica com els consells comunistes afirmaven que els soviets van quedar subvertits i que no representaven la veritable sobirania a la Unió Soviètica. Els trotskistes afirmaren que va ser així un cop Stalin prengué el poder, però que no va ser així durant el mandat de Lenin. Els maoistes i els hoxhaistes afirmaren que les fallades al sistema sota Lenin i Stalin eren causats per una mancança de fe en les masses al Partit, i que resultà en la desconnexió del mateix partit vers les necessitats de la gent, la qual cosa va ser explotada pels revisionistes que s'allunyaren del Marxisme-Leninisme de la Unió Soviètica després de la mort de Lenin.

## Concepte
El procés començava quan els treballadors d'una ciutat escollien el seu soviet local. Aquest cos tenia tant els poders executiu com legislatiu d'aquella ciutat. La idea és la mateixa que la de la Comuna de París. Els soviets locals triaven els seus delegats per al soviet del provincial. Aquests soviets provincials alhora escollien el seu soviet provincial; finalment, els soviets provincials escollien els seus delegats per al soviet regional. Cadascun dels soviets tenia tant els poders executiu com legislatiu al territori que governava.
Aquest procés electiu d'un grup de soviets elegien el consell superior a ells, continuant fins al Soviet Suprem, d'abast nacional, que era el cos suprem governant de la nació. El soviet nacional no era elegit pels soviets regionals, sinó pels soviets de districte. Cada districte elegia i enviava a diversos delegats al soviet suprem, en una proporció que representés la seva població.
Cadascun dels soviets (fins i tot els majors a escala local) elegien un petit comitè executiu. Aquesta assemblea tractava els afers del dia a dia del territori que governava. El comitè executiu era depenent del seu soviet, i les seves accions havien d'estar d'acord amb la legislació del soviet, operant només quan el soviet no es trobava reunit. Aquest mètode s'inspirava en la democràcia atenenca.
Els defensors d'aquest mètode afirmaven que aquesta forma de govern era un mètode mitjançant el qual podia exercir-se la dictadura del proletariat en grans poblacions. La democràcia soviètica representa la democràcia per delegació. La teoria és que els membres dels soviets, propers als treballadors o als membres dels soviets inferiors als quals representen, poden traslladar acuradament les decisions del poble a la legislació, i ser més responsables que una democràcia parlamentària centralitzada. Finalment, la democràcia soviètica es basa en la democràcia directa, especialment per la seva advocació de delegats revocables.

## Història a la Unió Soviètica
Els primers soviets, també anomenats consells de treballadors, van formar-se després de la revolució russa de 1905. Vladímir Lenin i els bolxevics veien el soviet com la unitat bàsica d'organització d'una societat sota el sistema comunista i donaren suport a aquesta forma de democràcia. Els soviets també desenvoluparen un paper considerable en les revolucions de febrer i d'octubre. En aquells moments, representaven un ampli ventall de partits socialistes, a més dels bolxevics.
A la Rússia postrevolucionària, els soviets locals de treballadors elegien representants que formarien els soviets regionals, els quals alhora escollirien aquells que els haurien de representar en els soviets superiors, i així fins a arribar al Congrés dels Soviets. Finalment, el Soviet Suprem de la Unió Soviètica esdevindria el màxim orgue legislatiu del país.
Després que els Bolxevics de Lenin només obtinguessin una minoria dels vots a les eleccions a l'Assemblea Constituent Russa, va dissoldre'l després de la primera reunió, argumentant, com havia fet Marx que la democràcia parlamentària no podia representar els treballadors car a la pràctica estava dominada per la burgesia, i que els Soviets (on els bolxevics gaudien de la majoria) representarien més acuradament l'opinió del poble, la qual havia canviat com s'havia mostrat a les eleccions als soviets entre el moment de les eleccions a l'Assemblea i la primera reunió d'aquesta. També afirmà explícitament que la democràcia no incloïa aquells considerats burgesos. Els crítics argumenten que les eleccions als soviets no eren lliures ni justes, a diferència de les eleccions a l'Assemblea.
Després de la Revolució, els bolxevics van haver de defensar el nou govern format durant la Primera Guerra Mundial i la Guerra Civil Russa. Els efectes d'ambdues guerres sobre el nou govern soviètic van poder influir en el declivi de la democràcia soviètica a Rússia (a causa de l'autoritat de l'Estat en aquell temps de guerra) i de l'emergència de l'estructura burocràtica que va mantenir un gran control de la societat durant tota la història de la Unió Soviètica. La resta de partits van ser progressivament prohibits. Lenin argumentà que els Soviets i el principi del centralisme democràtic del Partit Bolxevic asseguraven la democràcia. Però malgrat això Lenin prohibí temporalment les faccions al Partit. Aquesta prohibició duraria fins a les revolucions de 1989, i d'acord amb els crítics van fer que els procediments democràtics al Partit fossin una formalitat buida.
Quan Stalin assolí el poder consolidà molta més autoritat sobre el partit. Els Soviets van ser transformats en l'estructura burocràtica que existí durant tota la resta de la història de la Unió Soviètica i estaven completament sota el control dels oficials del Partit i del Politburó.

### Eleccions a la Unió Soviètica
En teoria, els ciutadans triaven els candidats per a les eleccions pels soviets locals. A la pràctica, almenys fins abans de les eleccions de juny de 1987, aquests candidats havien estat triats pel Partit Comunista local, pel Komsomol i pels oficials dels sindicats sota la direcció de l'organització del Partit al districte (raion). Les eleccions tenien lloc després de sis setmanes de campanyes. Encara que els electors tenien el vot per o contra un candidat, normalment fins al 1987 els candidats rebien un 99% dels vots.
Malgrat el control històric del partit sobre les eleccions locals, des de la nominació dels candidats a les eleccions sense oposició, els ciutadans usaven les eleccions per fer públiques les seves preocupacions. A vegades usaven el paper decorat per escriure demandes per a serveis públics en particular. Per exemple, a les eleccions de 1985 per a un soviet a Omsk hi havia instruccions per allunyar l'aeroport del centre de la ciutat, per construir un nou centre de música i per construir instal·lacions d'aparcament per als invàlids. Consegüentment, el soviet d'Omsk va moure's per poder donar aquests serveis, tots ells aprovats per les autoritats rellevants del Partit.

### El Partit Comunista Soviètic com el Partit d'Avantguarda
Mentre que inspeccionava l'àmbit europeu a finals de la dècada de 1890, Lenin trobà diversos problemes amb el marxisme en aquells moments. Contràriament al que Marx havia predit, el capitalisme s'havia enfortit durant el darrer terç del segle xix. La classe treballadora de l'Europa Occidental no s'havia empobrit, sinó que, contràriament, havia prosperat. Els treballadors tenien els seus sindicats, que continuaven treballant per millorar els salaris i les condicions de treball, però no es dedicaven a desenvolupar la consciència de classe revolucionària que Marx esperava. Lenin també argumentà que la divisió del treball a la societat capitalista evitava l'emergència d'una consciència de classe proletària. Lenin va escriure que com que els treballadors havien de treballar entre deu i dotze hores a una fàbrica, no tenien temps d'estudiar les complexitats de la teoria marxista.
Basant-se en les seves observacions, Lenin va canviar el motor de la revolució proletària dels treballadors a un grup selecte d'intel·lectuals. Lenin va escriure a El que cal fer (1902) que la història de tots els països confirma que el fet que mitjançant només el seu propi poder, la classe treballadora només pot dur a terme una consciència de sindicat. Així, la història havia demostrat que la classe treballadora podia dur a terme revoltes locals i espontànies per millorar la seva posició dins del sistema capitalista, però que mancava de l'enteniment dels seus interessos necessaris per enderrocar el sistema. Pessimista davant la capacitat del proletariat per adquirir una consciència de classe, Lenin afirmà que els portadors d'aquesta consciència havien de ser intel·lectuals que fessin la seva vocació la conspiració contra el sistema capitalista i preparessin la dictadura del proletariat. Lenin també sentia que com que el pensament de Marx estava format per un sofisticat cos d'anàlisi filosòfic, econòmic i social, es requeria una certa preparació intel·lectual per comprendre'l. Així doncs, per Lenin, aquells que portessin la Revolució havien de dedicar totes les seves energies i recursos a comprendre l'abast del pensament marxista. Calia que fossin activistes professionals, sense cap altra ocupació fora de promoure la revolució.
El Partit Comunista de la Unió Soviètica continuà veient-se a si mateix com la consciència marxista-leninista a la Unió Soviètica, i ací descansa la justificació pel control que exercí sobre la societat soviètica. El sisè article de la constitució de 1977 es referia al Partit com la força liderant i guia de la societat soviètica i el nucli del seu sistema polític, de totes les organitzacions de l'estat i de la política exterior. El Partit, precisament a causa era el portador de la ideologia marxista-leninista, determinà el desenvolupament general de la societat, de les polítiques interior i exterior, i imparteix un caràcter planejat, sistemàtic i teòricament sostingut a la lluita del poble soviètic per la victòria del comunisme.

### Nomenklatura
La nomenklatura es refereix a l'autoritat del Partit Comunista a realitzar nomenaments a posicions claus del sistema governatiu, així com per a tota la mateixa jerarquia del Partit. Coexistent amb la nomenklatura estaven les relacions patró-client. Els oficials que tenien autoritat per nomenar persones per a certs càrrecs cultivaven lleialtats entre aquells que havien de ser nomenats. El patró (l'oficial que feia el nomenament) promovia els interessos de clients a canvi del seu suport. Patrons poderosos, com els membres del Politburó, tenien molts clients. A més, un oficial podia ser tant client (amb relació a un patró de major nivell) i un patró (per a oficials de menor nivell).
Com que el client estava lligat al patró pel seu càrrec, el client es veia obligat a complaure'l seguint les seves polítiques. L'estructura de poder soviètic consistia essencialment en grups de vassalls (clients) que tenien un amo suprem (el patró). Com més amunt estava situat el patró, tenia més clients. Els patrons protegien els seus clients i intentaven promoure les seves carreres. A canvi d'aquests esforços, els clients atorgaven la seva lleialtat als seus patrons. A més, mitjançant la promoció de les carreres dels seus clients, el patró podia avançar en el seu propi poder.
Milovan Djilas va escriure sobre la nomenclatura al seu llibre La nova classe, on es veia perfectament que ciutadans corrents (i ressentits) creen una elit burocràtica que gaudeix de privilegis especials, que simplement han suplantat les anteriors elits capitalistes.

### Constitucions soviètiques

#### La Constitució de 1918
La primera constitució, la Constitució soviètica de 1918 descrivia el règim que assumí el poder a la Revolució Bolxevic de 1917. Aquesta constitució donava àmplies garanties d'igualtat de drets a camperols i treballadors. Negava, això no obstant, el dret als grups socials que s'oposessin al nou govern o donés suport a l'Exèrcit Blanc a la Guerra Civil Russa (1918-21) a participar en les eleccions als soviets o a tenir algun poder polític.
El poder suprem restava en mans del Congrés dels Soviets de Totes les Rússies, constituït pels diputats provinents dels soviets de tota Rússia. El comitè directiu del Congrés, conegut com a Comitè Central Executiu del Congrés dels Soviets, actuava com a orgue suprem de poder entre les sessions del congrés i com a presidència col·lectiva de l'estat.
El congrés reconeixia el Consell de Comissaris del Poble (el Sovet narodnikh kommissarov o Sovnarkom) com el braç administratiu del jove govern. El Sovnarkom exercí l'autoritat governamental des de novembre de 1917 fins a l'adopció de la constitució de 1918. La constitució va fer al Sovnarkom responsable del Congrés dels Soviets per a l'administració general dels afers de l'estat. La constitució permetia al Sovnarkom a publicar decrets portant a terme tota la força de la llei quan el congrés no estava reunit en sessió. Llavors, el congrés aprovava de manera rutinària aquests decrets en la seva següent sessió.

#### La Constitució de 1924
La Constitució soviètica de 1924 legitimà la unió al desembre de 1922 de la RSFS de Rússia, de l'RSS d'Ucraïna, de l'RSS de Belarús i la RFSS de Transcaucàsia per formar la Unió de Repúbliques Socialistes Soviètiques. Aquesta constitució també alterà l'estructura del govern central. La constitució dividia el Comitè Central Executiu en el Soviet de la Unió, que representaria les repúbliques constituents, i el Soviet de les Nacionalitats, que representaria els interessos dels diferents grups nacionals. El Presídium del Comitè Central Executiu servia com a presidència col·lectiva. Entre les sessions del Comitè Central Executiu, el Presídium supervisava l'administració del govern. El Comitè Central Executiu també elegia al Sovnarkom, que servia com a braç executiu del govern.

#### La constitució de 1936
La Constitució soviètica de 1936, adoptada el 5 de desembre de 1936, i també coneguda com a "Constitució de Stalin", dissenyà de nou el govern. La constitució derogava restriccions de vot i afegia el sufragi universal directe i el dret a treball als drets garantits per la constitució prèvia. La constitució també proveïa per a l'elecció directa de tots els cossos del govern i la seva reorganització en un sistema únic i uniforme.
La constitució de 1936 canvià el nom del Comitè Central Executiu pel de Soviet Suprem de la Unió de Repúbliques Socialistes Soviètiques. Com el seu predecessor, el Soviet Suprem també estava format per dues cambres: el Soviet de la Unió i el Soviet de les Nacionalitats. La constitució facultava al Soviet Suprem per elegir comissions, que realitzaven la majoria de les tasques del Soviet Suprem. Igual que sota l'antiga constitució, el Presídium exercia els plens poders del Soviet Suprem entre les sessions i tenia el dret d'interpretar les lleis. El president del Presídium esdevingué el cap d'Estat. El Sovnarkom (després de 1916 passà a anomenar-se "Consell de Ministres") continuà actuant com el braç executiu del govern.

#### La constitució de 1977
Com la constitució de 1936, la Constitució soviètica de 1936 usà l'elecció directa de tots els cossos governamentals, i usà el nom "Soviet" per a alguns d'aquests cossos.